# Râle de Wetmore
Rallus wetmorei
Espèce
Statut de conservation UICN

 EN B1ab(i,ii,iii,iv,v)+2ab(i,ii,iii,iv,v);D : En danger
Le Râle de Wetmore (Rallus wetmorei) est une espèce d'oiseaux de la famille des Rallidae.

## Nomenclature
Son nom commémore l'ornithologue américain Alexander Wetmore (1886-1978).

## Répartition et habitat
Cet oiseau est endémique du Nord du Venezuela. Elle vit dans les mangroves et dans les marais côtiers inondés saisonnièrement et dominés par Batis maritima.